# 威萊龍屬
威萊龍屬（屬名：Vallesaurus）是種史前爬行動物，屬於鐮龍類，生存於三疊紀晚期的歐洲。

## 發現歷史
威萊龍目前發現一個標本（編號MCSNB 4751），是在1975年發現於義大利北部，由貝爾加莫的市立自然科學博物館所發現。之後，化石交給德國斯圖加特國立自然學博物館的古生物學家魯玻特·威爾德（Rupert Wild）。在1991年，魯玻特·威爾德將這個化石命名為威萊龍（Vallesaurus cenensis）。屬名是以貝爾加莫博物館的前館長Valle為名，種名則是以化石發現地的Cene市鎮為名。 

## 生理特徵
威萊龍是種小型爬行動物，身長約15公分。前掌具有五指，第四指最長，與肱骨一樣長。腳踝具有跗中央骨，與脛骨連接。跗骨、蹠骨的末端高度特化，第一腳趾沒有趾爪。
與同屬鐮龍科的巨爪蜥相比，威萊龍有些不同的特徵。舉例而言，威萊龍的口鼻部較短、較高，上頜較厚、較大，上頜的牙齒較大，頸椎較短。第二、第三節背椎的神經棘之間沒有癒合。與鐮龍相比，威萊龍也有些不同的差異，例如第二手指沒有大型指爪。與鐮龍科的鐮龍、巨爪蜥（可能還有Dolabrosaurus）相比，威萊龍的尾巴末端沒有鉤狀尾椎。威萊龍與高尾龍的差異在於，前段背椎沒有前後擴大的神經棘，前肢短於後肢。

## 生活方式
威萊龍具有典型的鐮龍類身體結構，顯示牠們也可能是種陸棲爬行動物。威萊龍的前掌各手指不能做出相對應的動作，但根據掌骨的形狀、極長的手指，顯示牠們也可能具有攀爬於樹枝的能力。這是鐮龍科的陸棲適應演化的其中一個證據。
威萊龍與其他鐮龍類的背部前端隆起，頸椎高度特化，限制頸部的橫向動作。科學家推論，這顯示有大型肌肉、韌帶附著於頸部與背部。這群動物也可能藉由快速的頭部、頸部動作，以捕捉獵物。頸椎的橫向動作有限，可能是防止頸部快速動作時，造成頸椎的關節脫落。體型較小的巨爪蜥、威萊龍可能以昆蟲為食。威萊龍的牙齒似乎是合咬穿、咬碎昆蟲與節肢動物的堅硬外骨骼。